# Єршипосі
Єршипо́сі (рос. Ершипоси, чув. Ершепуç) — присілок у складі Вурнарського району Чувашії, Росія. Адміністративний центр Єршипосинського сільського поселення.
Населення — 526 осіб (2010; 592 у 2002).
Національний склад:
- чуваші — 98 %